# Stephen Chow
Stephen Chow (Chinees: 周星馳 ) (Brits Hongkong, 22 juni 1962) is een acteur en filmregisseur. Hij wordt ook wel 'The King of comedy' genoemd.

## Biografie
Stephen Chow werd geboren in Hongkong, maar groeide met zijn drie zusters op in Shanghai. Nadat hij in 1982 afstudeerde, begon hij zijn carrière bij TVB, de televisie-afdeling van de Shaw Brothers. Zijn eerste televisieoptreden was bij een kinderprogramma in 1983. Nadat hij in diverse televisieseries had gespeeld, begon hij vanaf 1988 als filmacteur. Zijn eerste films waren vooral drama-films. Zijn eerste grote rol was in het komische 'All for the Winner' van regisseurs Jeffrey Lau en Corey Yuen, waarna hij zich op dit genre concentreerde. Vanaf 1994 ging hij ook zelf scenario's schrijven en films regisseren. In 2002 speelde hij de hoofdrol in Shaolin Soccer, die hij ook zelf regisseerde. Deze film was de meest succesvolle film in de geschiedenis van Hongkong (totdat in 2004 zijn volgende film Kung Fu Hustle dit weer overtrof). Shaolin Soccer werd daarna ook wereldwijd een groot succes.

## Beknopte filmografie
- 1990 - All for the Winner (acteur)
- 1992 - Royal Tramp (acteur)
- 1992 - Royal Tramp II (acteur)
- 1994 - From Beijing with Love (acteur en co-regie)
- 1996 - God of Cookery (acteur en co-regie)
- 1996 - Forbidden City Cop (acteur en co-regie)
- 1997 - Lawyer Lawyer (acteur)
- 2001 - Shaolin Soccer (acteur en regie)
- 2004 - Kung Fu Hustle (acteur en regie)
- 2008 - CJ7 (acteur en regie)
- 2013 - Journey to the west (regie)
- 2016 - The Mermaid (regie)